# Atalante (1868)
El Atalante fue una corbeta blindada con casco de madera construida para la Armada francesa a mediados de la década de 1860. Desempeñó un papel menor en la guerra franco-prusiana de 1870, bombardeó fuertes vietnamitas durante la batalla de Thuận An en 1884 y participó en la guerra franco-china de 1884-1885. El Atalante fue enviado a la reserva en Saigón, Indochina francesa, en 1885 y se hundió allí dos años después tras haber sido dado de baja.

## Hundimiento
El barco fue asignado al Escuadrón del Lejano Oriente (escadre de l'Extrême-Orient) al mando del almirante Courbet cuando se formó mediante la fusión de las Divisiones de la Costa de Tonkin y del Lejano Oriente en junio de 1884 en preparación para la guerra franco-china de 1884-85. A principios de septiembre de 1884, el Atalante estaba en Huế, pero llevó al almirante Courbet a Keelung el 23 de septiembre. El barco fue puesto en reserva en Saigón en 1885 y condenado dos años después. Cayó en tal estado de deterioro que "una noche se hundió y poco a poco se fue hundiendo en el barro".